# The Rag Man
The Rag Man è un film muto del 1925 diretto da Edward F. Cline, sotto la supervisione del padre di Jackie Coogan. Fu il primo film girato dal giovanissimo attore per la MGM.
Oltre che come veicolo per la giovane star, Jackie Coogan, di cui voleva perpetuare il successo colto con Il monello di Charlie Chaplin (1921), il film si colloca nel filone comico allora molto popolare dei rapporti tra ebrei e irlandesi sull'onda del successo a Broadway di commedie come Two Blocks Away di Aaron Hoffman (1921) e Abie's Irish Rose di Anne Nichols (1922). Non a caso il piccolo orfano è un "Kelly" (tipico cognome irlandese) e il robivecchi è un "Ginsberg" (altrettanto tipico cognome ebraico). A unire le due comunità di poveri immigranti erano la condivisione degli stessi spazi urbani a New York ma anche la stessa voglia di emergere e lo stesso spirito imprenditoriale, che le portava spesso ad unire le forze per comuni interessi di lavoro e di affari, come nel film avviene immediatamente con la creazione dell'impresa "Ginsberg & Kelly".

## Trama
A New York, un incendio distrugge un orfanotrofio dell'East Side e il piccolo Timothy Kelly, anche se inseguito da un poliziotto, riesce a scappare. Il bambino trova rifugio da un robivecchi ebreo, Max Ginsberg che, impietosito, lo prende sotto la sua protezione. Un giorno, il vecchio gli racconta la sua storia: operaio in una fabbrica, aveva impressionato il suo capo con un'invenzione. Ma, imbrogliato da avvocati disonesti, non era riuscito a dimostrare che l'invenzione era sua ed aveva continuato a restare povero mentre i due imbroglioni, Winkler e Bernard, diventavano milionari. Benché Max non sappia più nulla dei due, le loro strade sono destinate a incrociarsi nuovamente.
Winkler è morto, ma Bernard è ancora vivo e abita in un elegante quartiere. Un giorno il piccolo Tim sostituisce il vecchio e malandato Max nel suo giro con il carrettino e si trova a lavorare proprio nella strada dove vivono i Bernard. La signora Bernard è così colpita da quel fanciullino che gli regala alcuni vecchi vestiti del marito senza sapere che in una delle tasche si trova una lettera che Winkler aveva scritto al suo ex socio prima di morire. Nel biglietto, Winkler, pentito per quello che aveva fatto a Max Ginsberg, chiedeva a Bernard di fare ammenda.
Non comprendendo l'importanza dello scritto, Tim usa il foglio per tappare un buco. Richard L. Scott, un onesto avvocato che ha seguito senza successo in tutti quegli anni la causa di Max, viene a trovarlo, dicendogli che ha scoperto che Bernard vive a New York. Ascoltando i due, Tim si rende conto che la lettera che ha trovato è il documento che prova la pretesa di Max. Ma, quando va per riprenderlo, scopre che la carta si è sbriciolata e annerita.
Senza dire niente al suo amico, Tim si reca da Bernard. Ma questi, venendo a sapere che la lettera è stata distrutta, si dimostra indifferente, dicendogli che lui non ha ormai nessuna prova. Tim, sconsolato, torna a casa e, dal carretto, rimuove il proprio nome dalla dicitura che esibisce un "Ginsberg & Kelly". Poi, annuncia a Max che lui deve tornare all'orfanotrofio, senza spiegargliene la ragione. Mentre Max cerca di convincerlo a restare, giunge Bernard. Spinto dalla moglie, l'uomo è venuto a fare ammenda e offre a Max duecentomila dollari. Tim, allora, gli chiede anche gli interessi. Ridendo, Bernard promette di ritornare con il denaro.
Il giorno dopo, mantiene la promessa (compresi gli interessi). Tim ritrova la lettera che in realtà non era andata distrutta e decide comunque di tenerla, per ogni evenienza. Felici, Tim e Max si abbracciano e l'uomo propone al ragazzo di cambiare il nome della loro società da "Ginsberg & Kelly" in "Kelly & Ginsberg".
Qualche tempo dopo, i due soci sono diventati due conosciuti antiquari e passano il loro tempo libero nell'esclusivo country club giocando a golf.

## Produzione
Il film fu prodotto dalla Metro-Goldwyn Pictures Corporation sotto la personale supervisione di Jack Coogan Sr. Venne girato a New York, nella Fifth Avenue e in altre zone di Manhattan.

## Distribuzione
Distribuito dalla Metro-Goldwyn Pictures Corporation, uscì nelle sale cinematografiche statunitensi il 16 febbraio 1925.